# CARD (домен)
CARD (сокр. от англ. Caspase recruitment domains, или Caspase activation and recruitment domains) — домены активации и рекрутирования каспаз, являются мотивами взаимодействия, обнаруживаемыми в широком спектре белков, как правило, участвующих в процессах, связанных с воспалением и апоптозом. Эти домены опосредуют образование более крупных белковых комплексов посредством прямого взаимодействия между отдельными CARD-содержащими белками. Домены CARD находятся в поразительно широком диапазоне белков, включая хеликазы, киназы, митохондриальные белки, каспазы и другие цитоплазматические факторы.

## Основные характеристики
Домены CARD являются подклассом белкового мотива, известного как фолд смерти, в котором расположено шесть-семь антипараллельных альфа-спиралей с гидрофобным сердечником (кор) и наружной поверхностью, состоящей из заряженных аминокислотных остатков. Другие мотивы этого класса включают пириновый домен (PYD), домен смерти (DD) и домен эффектора смерти (DED), они все также участвуют в основном в регуляции апоптоза и воспалительных реакциях.

## Участие в апоптозе
Домены CARD ранее характеризовались активацией каспазы и апоптозом. Основная шестиспиральная структура области, по-видимому, сохраняется ещё в виде генов ced-3 и ced-4 у C. elegans, организма, в котором сначала были описаны несколько компонентов апоптотического аппарата. CARD мотивы присутствуют в ряде белков, которые способствуют апоптозу, в основном это каспазы 1,2,4,5,9 и 15 у млекопитающих.